# Неплі (Білорусь)
Неплі (біл. Нэплі) — село в Білорусі, у Берестейському районі Берестейської області. Орган місцевого самоврядування — Клейниківська сільська рада.

## Історія
Вперше згадується у письмових джерелах у першій половині XV століття, коли належало такому собі Пятковському. 
За розпорядженням великого князя Казимира IV Ягеллончика село дісталося волинському боярину Боговитину, потім перепало його середньому сину Льву, що знайшло підтвердження в грамоті Сигізмунда I від 1510 року, а відтак опинилося у власності Богдана Львовича та його доньки Богдани. В 1566 році увійшло до складу Берестейського воєводства Речі Посполитої. Станом на 1769 р. село Неплі перебувало у власності Немцевичів.
У 1926 році мешканці села зверталися до польської влади з проханням відкрити в Неплях українську школу.

## Населення
За переписом населення Білорусі 2009 року чисельність населення становила 66 осіб.